# 江川落川
江川落川（えがわおとしかわ）は、埼玉県久喜市江面地区を流れる水路である。江川落（えがわおとし）、江川落堀（えがわおとしぼり）とも称される。

## 概要
江川落川は埼玉県久喜市除堀（江面地区）の西方の水田地域を流れる。呼称の由来は流域の字名（小字）が江川東・江川西であったことに由来する。流路の詳細は下記の流路を参照。源流は同市菖蒲区域菖蒲町河原井の水田地域である。また起点付近より庄兵衛堀川への合流地点までほぼ直線的な流路を持つ。河川は全体的に細い流れであるが流路に沿って桜が植栽され、ベンチが置かれており地元住民に親しまれている。

## 流路
- 源流：埼玉県久喜市菖蒲町河原井の水田地域
- 起点：久喜市除堀字江川東付近
- 起点付近より北北東へ流れる。
- 春日部菖蒲線を横断し、北東へ流れる。
- 除堀字江川東の水田を流れる。
- 除堀字江川西の東方の水田を流れる。
- 圏央道橋梁を横断する。
- 久喜菖蒲工業団地南側、昭和沼の南方にて西より流れ来る庄兵衛堀川に合流し、終点となる。
- 終点：庄兵衛堀川

## 橋梁

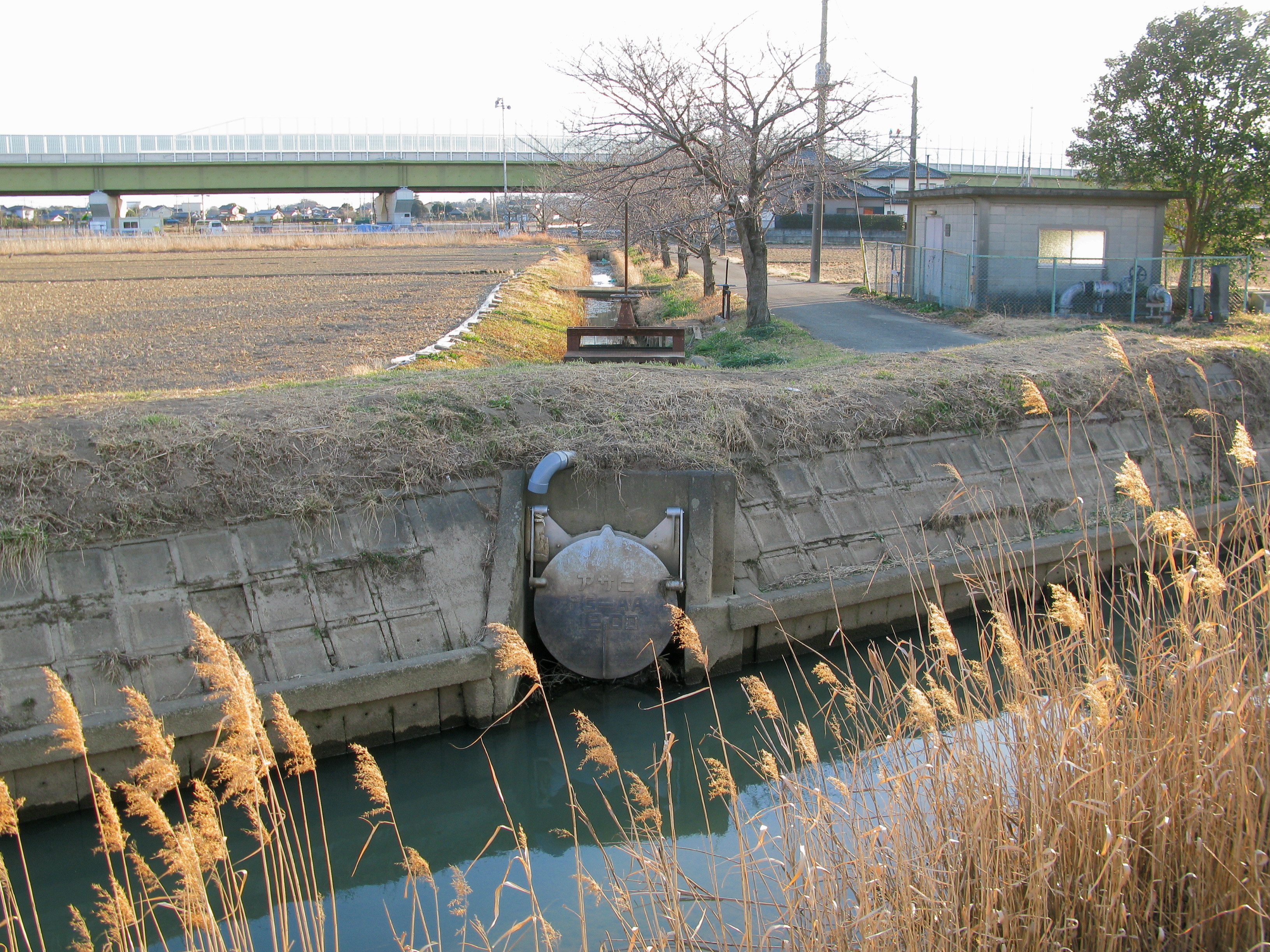
江川落川と庄兵衛堀川の合流点

- （埼玉県道78号春日部菖蒲線）
- （首都圏中央連絡自動車道）

## 周辺の施設
- 江面郵便局
- 首都圏中央連絡自動車道
- 久喜菖蒲工業団地
- 久喜菖蒲公園
- 昭和沼